# Wolfgantzen
Wolfgantzen é uma comuna francesa na região administrativa de Grande Leste, no departamento Alto Reno. Estende-se por uma área de 9,34 km². Em 2010 a comuna tinha 1 065 habitantes (densidade: 114 hab./km²).